# 新北市區公車932路線
新北市區932路線由台北客運營運，起點為三峽二站，終點為新北板橋公車站，採兩段票收費。
932、939線延駛國家教育研究院(三峽院區)自2016年（民國105年）8月15日起並且試辦三個月。

## 簡介
本線於2012年3月1日正午12時通車，為首條途經台65線的快速公車。本線前身為910特別班次，由國立臺北大學三峽校區商學院二號門，經北二高轉台64線，單向往捷運府中站。由於臺北大學有大量學生及教職員工居於板橋及重、蘆一帶，但北大特區卻沒有快捷公車路線直達板橋市區，只有行經一般道路，並途經橫溪、土城的705號公車，由北大正門前往板橋，需時約1小時20分鐘，相當費時。所以，932路線趁台65線通車而新增闢設，大幅縮減了行車時間至約25分鐘。

## 外部連結
- 台北客運 （页面存档备份，存于）
- 大臺北公車932 （页面存档备份，存于）
- 大臺北公車932繞國家教育研究院
- 暢行台北公車客運資訊站的Facebook專頁